# كلينتون ويلر
كلينتون ويلر (بالإنجليزية: Clinton Wheeler)‏ مواليد 27 أكتوبر 1959 في نيوجيرسي، هو لاعب كرة سلة أمريكي معتزل. بدأ مسيرته الاحترافية في سنة 1984. تم اختياره من قبل فريق سكرامنتو كينغز خلال الدرافت. يبلغ طوله 6 قدم 1 بوصة (1.9 م). اعتزل اللعب في 1995.

## المسيرة الاحترافية
لعب مع إنديانا بايسرز في موسم 1987–1988، ثم لعب مع ميامي هيت في سنة 1988، ثم لعب مع بورتلاند ترايل بلايزرز في سنة 1989.

## روابط خارجية
- كلينتون ويلر على موقع إن بي أي (الإنجليزية)
- كلينتون ويلر على موقع سبورتس رفرنس (الإنجليزية)
- كلينتون ويلر على موقع ريلجم (الإنجليزية)
- كلينتون ويلر على موقع بروبوليرز (الإنجليزية)